# Landesgartenschau Landau in der Pfalz 2015

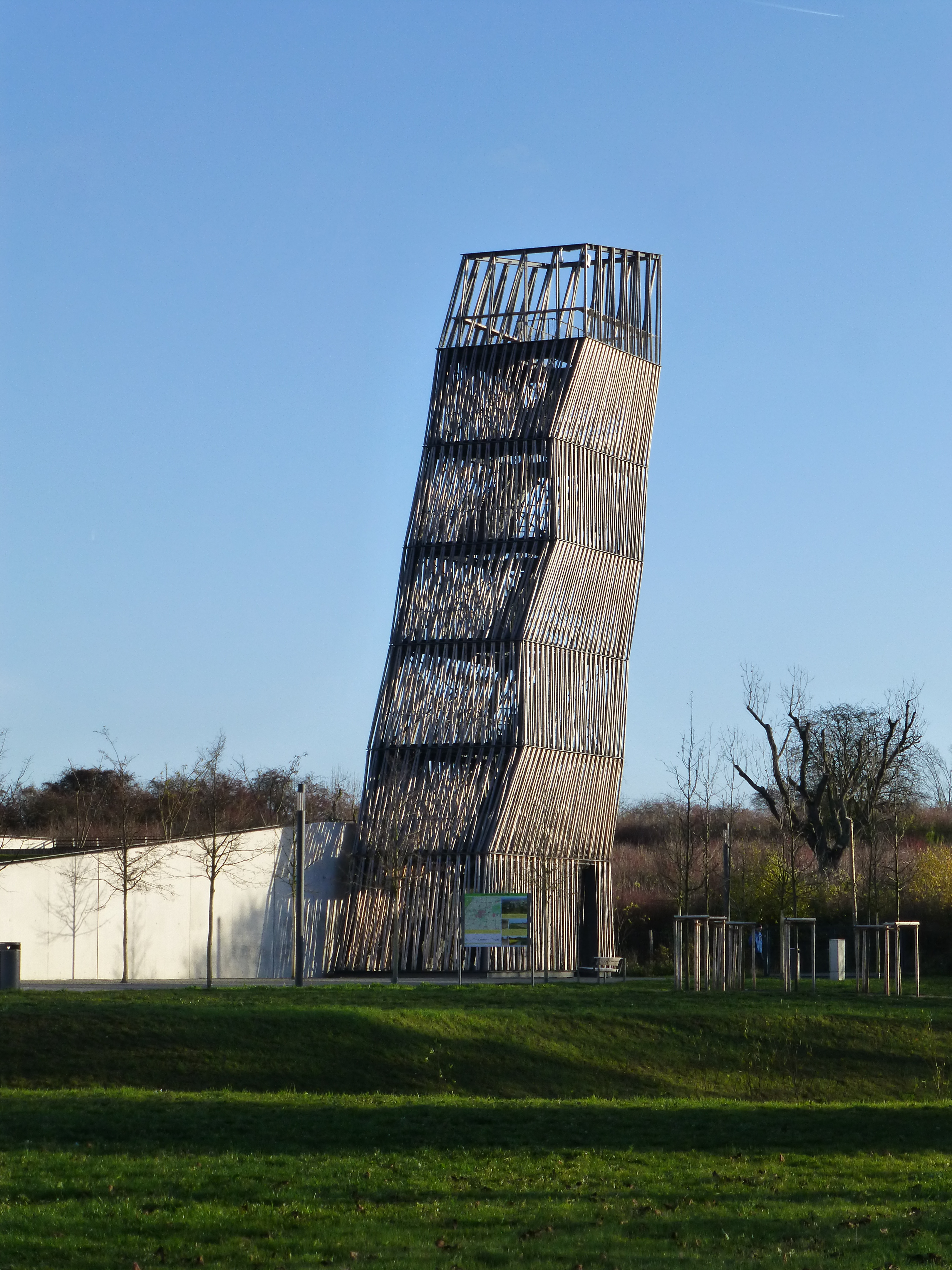
EnergieSüdwest-Aussichtsturm auf dem Gelände der Landesgartenschau

Die Landesgartenschau Landau in der Pfalz 2015 war eine Landesgartenschau in Rheinland-Pfalz. Sie fand vom 17. April bis 18. Oktober 2015 in der kreisfreien Stadt Landau in der Pfalz auf dem ehemaligen Kasernengelände „Caserne Estienne et Foch“ im Süden der Stadt statt. Als die französischen Truppen die Stadt im Jahr 1999 verließen, wurden 36 Gebäudekomplexe und mehr als 300 Hektar Land einem Konversionsprogramm unterstellt.
Die ursprünglich für 2014 geplante Gartenschau wurde aufgrund zahlreicher Bombenfunde um ein Jahr verschoben. Die letzte rheinland-pfälzische Landesgartenschau fand 2008 in Bingen am Rhein statt. Der turnusgemäße Rhythmus von vier Jahren wurde deshalb unterbrochen, da das Land Rheinland-Pfalz die Bundesgartenschau 2011 in Koblenz mitfinanzierte.
Teil der Anlage ist der 25 m hohe EnergieSüdwest-Aussichtsturm, von dessen Plattform sich ein guter Ausblick auf das Gelände der Gartenschau, die Stadt Landau und den Pfälzerwald bietet.
Am 10. Juli 2015 erreichte die Besucherzahl auf der Landauer Gartenschau 400.000.
An den 185 Veranstaltungstagen waren insgesamt 823.427 Besucher auf dem ehemaligen Kasernenareal im Landauer Süden zu Gast.

## Siehe auch

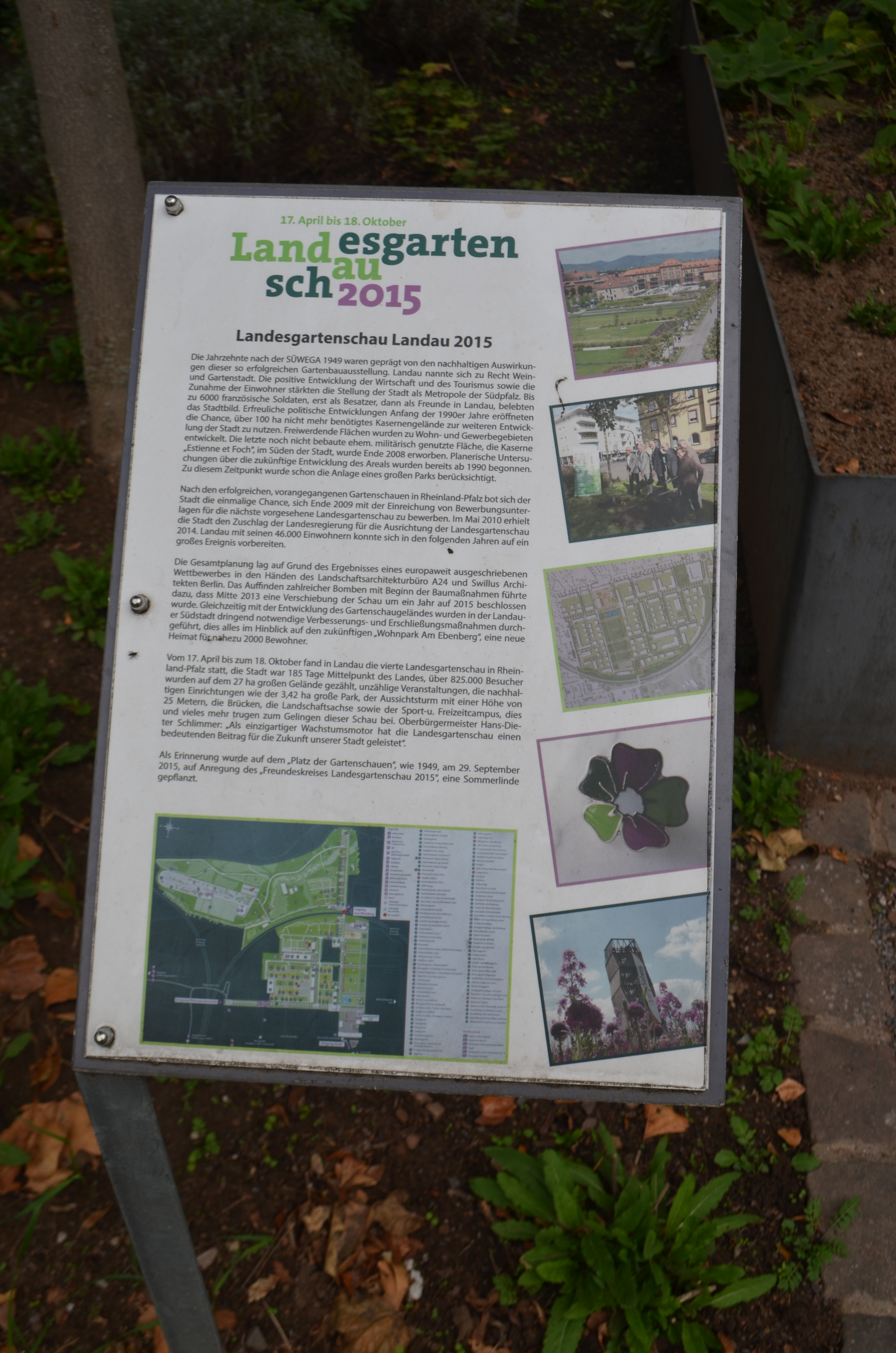
Infotafel auf dem „Platz der Gartenschau“